# Área metropolitana de Madera-Chowchilla
El Área Metropolitana de Madera-Chowchilla y oficialmente como Área Estadística Metropolitana de Madera-Chowchilla, CA MSA tal como lo define la Oficina de Administración y Presupuesto, es un Área Estadística Metropolitana centrada en las ciudades de Madera y Chowchilla en el estado estadounidense de California. El área metropolitana tenía una población en el Censo de 2010 de 150.865 habitantes, convirtiéndola en la 265.º área metropolitana más poblada de los Estados Unidos. El área metropolitana de Madera-Chowchilla comprende solamente el condado de Madera y la ciudad más poblada es Madera.

## Composición del área metropolitana

### Ciudades
Chowchilla |
Madera 

### Lugares designados por el censo
Ahwahnee |
Bass Lake |
Bonadelle Ranchos-Madera Ranchos |
Coarsegold |
Fairmead |
La Vina |
Madera Acres |
Nipinnawasee |
Oakhurst |
Parksdale |
Parkwood |
Yosemite Lakes 